# Psylla buxi
Psylla buxi är en insektsart som först beskrevs av Linnt 1758.  Psylla buxi ingår i släktet Psylla och familjen rundbladloppor. Arten är reproducerande i Sverige. Inga underarter finns listade i Catalogue of Life.

## Bildgalleri

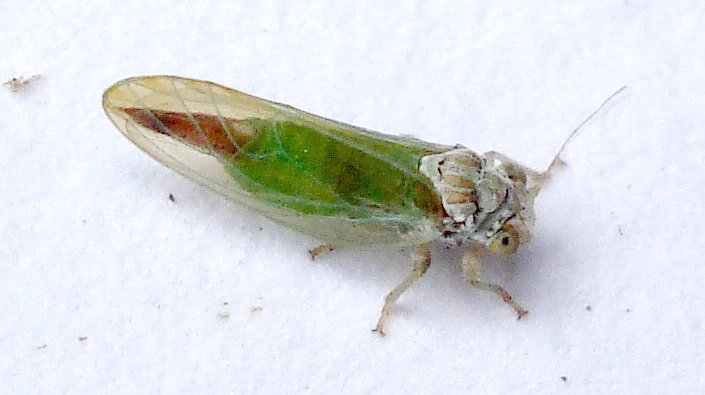
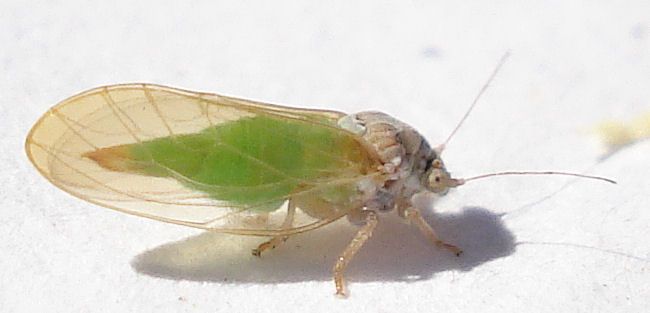
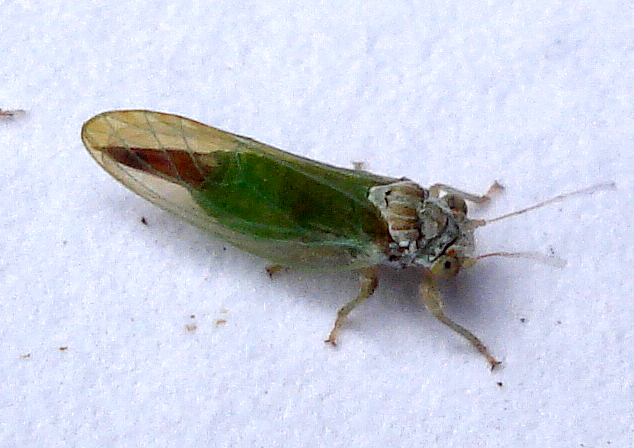